# بيوريا (إلينوي)
بيوريا (بالإنجليزية: Peoria)‏ هي أكبر مدينة على نهر إلينوي وهي المقر الرئيسي لمقاطعة بيوريا في ولاية إلينوي في الولايات المتحدة. حسب إحصاء عام 2000، بلغ عدد السكان 112.936 نسمة وبلغ 369.161 نسمة حسب إحصاء عام 2005.
بيوريا هي مقر كل من جامعة برادلي وشركة كاتربيلر، وهي واحدة من الشركات الثلاثين التي يتألف منها مؤشر داو جونز الصناعي.
بيوريا هي واحدة من أقدم المستوطنات في ولاية إلينوي، وهي أقدم بكثير من شيكاغو، والأراضي التي أصبحت الآن بيوريا استقر فيها المستوطنون الأوائل في عام 1680.

## التركيبة السكانية
حدّد مكتب تعداد الولايات المتحدة بيانات التركيبة السكانية لبيوريا في تعداد الولايات المتحدة. في ما يلي، التركيبة السكانية حسب تعدادي 2000 و2010.

### تعداد عام 2000
بلغ عدد سكان بيوريا 112,936 نسمة بحسب تعداد عام 2000، وبلغ عدد الأسر 45,199 أسرة وعدد العائلات 27,334 عائلة مقيمة في المدينة. في حين سجلت الكثافة السكانية 865.1 نسمة لكل كيلومتر مربع (2,240.6/ميل2). وبلغ عدد الوحدات السكنية 49,125 وحدة بمتوسط كثافة قدره 376.3 لكل كيلومتر مربع (974.6/ميل2).
وتوزع التركيب العرقي للمدينة بنسبة 69.29% من البيض و24.79% من الأمريكيين الأفارقة و0.20% من الأمريكيين الأصليين و2.33% من الأمريكيين ذوي الأصول الآسيوية و0.04% من سكان جزر المحيط الهادئ و1.20% من الأعراق الأخرى و2.16% من عرقين مختلطين أو أكثر و2.51% من الهسبانيون أو اللاتينيون من أي عرق.
بلغ عدد الأسر 45,199 أسرة كانت نسبة 32% منها لديها أطفال تحت سن الثامنة عشر تعيش معهم، وبلغت نسبة الأزواج القاطنين مع بعضهم البعض 41.6% من أصل المجموع الكلي للأسر، ونسبة 15.5% من الأسر كان لديها معيلات من الإناث دون وجود شريك،  بينما كانت نسبة 3.4% من الأسر لديها معيلون من الذكور دون وجود شريكة وكانت نسبة 39.5% من غير العائلات. تألفت نسبة 33.2% من أصل جميع الأسر من عدة أفراد يعيشون في نفس المنزل ونسبة 11.7% كانت تتألف من شخص يعيش بمفرده يبلغ من العمر 65 عاماً أو أكثر. وبلغ متوسط حجم الأسرة المعيشية 2.38، أما متوسط حجم العائلات فبلغ 3.04.
بلغ العمر الوسطي للسكان 33.8 عاماً. وكانت نسبة 25.5% من القاطنين تحت سن الثامنة عشر، وكانت نسبة 9.7% بين الثامنة عشر والرابعة والعشرين عاماً، ونسبة 26.6% كانت واقعةً في الفئة العمرية ما بين الخامسة والعشرين والرابعة والأربعين عاماً، ونسبة 20.3% كانت ما بين الخامسة والأربعين والرابعة والستين، ونسبة 13% كانت ضمن فئة الخامسة والستين عاماً فما فوق. يوجد لكل 100 أنثى 90.1 ذكر، ويوجد لكل 100 أنثى في الثامنة عشر من عمرها فما فوق 85.0 ذكر.
بلغ متوسط دخل الأسرة في المدينة 36,397 دولارًا، أما متوسط دخل العائلة فبلغ 46,882 دولارًا. وكان متوسط دخل الذكور 40,879 دولارًا مقابل 25,642 دولارًا للإناث. وسجل دخل الفرد الخاص بالمدينة 20,512 دولارًا. وكانت نسبة 14.1% من العائلات ونسبة 18.8% من السكان تحت خط الفقر، وكان من هؤلاء نسبة 29% تحت سن الثامنة عشر ونسبة 8.6% في الخامسة والستين من العمر وما فوق.

### تعداد عام 2010
بلغ عدد سكان بيوريا 115,007 نسمة بحسب تعداد عام 2010، وبلغ عدد الأسر 47,152 أسرة وعدد العائلات 27,353 عائلة مقيمة في المدينة. في حين سجلت الكثافة السكانية 881 نسمة لكل كيلومتر مربع (2,281.8/ميل2). وبلغ عدد الوحدات السكنية 52,621 وحدة بمتوسط كثافة قدره 403.1 لكل كيلومتر مربع (1,044.0/ميل2).
وتوزع التركيب العرقي للمدينة بنسبة 62.38% من البيض و26.95% من الأمريكيين الأفارقة و0.31% من الأمريكيين الأصليين و4.56% من الأمريكيين ذوي الأصول الآسيوية و0.03% من سكان جزر المحيط الهادئ و2.20% من الأعراق الأخرى و3.58% من عرقين مختلطين أو أكثر و4.89% من الهسبانيون أو اللاتينيون من أي عرق.
بلغ عدد الأسر 47,152 أسرة كانت نسبة 30.4% منها لديها أطفال تحت سن الثامنة عشر تعيش معهم، وبلغت نسبة الأزواج القاطنين مع بعضهم البعض 37.4% من أصل المجموع الكلي للأسر، ونسبة 16.5% من الأسر كان لديها معيلات من الإناث دون وجود شريك،  بينما كانت نسبة 4.1% من الأسر لديها معيلون من الذكور دون وجود شريكة وكانت نسبة 42% من غير العائلات. تألفت نسبة 34.4% من أصل جميع الأسر من عدة أفراد يعيشون في نفس المنزل ونسبة 11.3% كانت تتألف من شخص يعيش بمفرده يبلغ من العمر 65 عاماً أو أكثر. وبلغ متوسط حجم الأسرة المعيشية 2.36، أما متوسط حجم العائلات فبلغ 3.06.
بلغ العمر الوسطي للسكان 34.0 عاماً. وكانت نسبة 24.7% من القاطنين تحت سن الثامنة عشر، وكانت نسبة 12% بين الثامنة عشر والرابعة والعشرين عاماً، ونسبة 26.5% كانت واقعةً في الفئة العمرية ما بين الخامسة والعشرين والرابعة والأربعين عاماً، ونسبة 23.7% كانت ما بين الخامسة والأربعين والرابعة والستين، ونسبة 13.1% كانت ضمن فئة الخامسة والستين عاماً فما فوق. وتوزع التركيب الجنسي للسكان بنسبة 47.6% ذكور و52.4% إناث.

## المناخ
يظهر الجدول التالي التغييرات المناخية على مدار السنة لبيوريا:
| البيانات المناخية لـبيوريا                         | البيانات المناخية لـبيوريا | البيانات المناخية لـبيوريا | البيانات المناخية لـبيوريا | البيانات المناخية لـبيوريا | البيانات المناخية لـبيوريا | البيانات المناخية لـبيوريا | البيانات المناخية لـبيوريا | البيانات المناخية لـبيوريا | البيانات المناخية لـبيوريا | البيانات المناخية لـبيوريا | البيانات المناخية لـبيوريا | البيانات المناخية لـبيوريا | البيانات المناخية لـبيوريا |
| الشهر                                              | يناير                      | فبراير                     | مارس                       | أبريل                      | مايو                       | يونيو                      | يوليو                      | أغسطس                      | سبتمبر                     | أكتوبر                     | نوفمبر                     | ديسمبر                     | المعدل السنوي              |
| -------------------------------------------------- | -------------------------- | -------------------------- | -------------------------- | -------------------------- | -------------------------- | -------------------------- | -------------------------- | -------------------------- | -------------------------- | -------------------------- | -------------------------- | -------------------------- | -------------------------- |
| الدرجة القصوى °ف (°م)                              | 71 (22)                    | 74 (23)                    | 87 (31)                    | 92 (33)                    | 104 (40)                   | 105 (41)                   | 113 (45)                   | 106 (41)                   | 104 (40)                   | 93 (34)                    | 81 (27)                    | 71 (22)                    | 113 (45)                   |
| الحد الأقصى المتوسط °ف (°م)                        | 53 (12)                    | 58 (14)                    | 73 (23)                    | 83 (28)                    | 88 (31)                    | 94 (34)                    | 97 (36)                    | 95 (35)                    | 92 (33)                    | 83 (28)                    | 70 (21)                    | 58 (14)                    | 98 (37)                    |
| متوسط درجة الحرارة الكبرى °ف (°م)                  | 32.8 (0.4)                 | 37.7 (3.2)                 | 50.3 (10.2)                | 63.0 (17.2)                | 73.2 (22.9)                | 82.2 (27.9)                | 85.6 (29.8)                | 83.8 (28.8)                | 77.0 (25.0)                | 64.5 (18.1)                | 50.3 (10.2)                | 36.1 (2.3)                 | 61.5 (16.4)                |
| المتوسط اليومي °ف (°م)                             | 24.9 (−3.9)                | 29.5 (−1.4)                | 40.6 (4.8)                 | 52.3 (11.3)                | 62.4 (16.9)                | 71.8 (22.1)                | 75.5 (24.2)                | 73.8 (23.2)                | 66.1 (18.9)                | 54.0 (12.2)                | 41.6 (5.3)                 | 28.6 (−1.9)                | 51.9 (11.1)                |
| متوسط درجة الحرارة الصغرى °ف (°م)                  | 17.0 (−8.3)                | 21.2 (−6.0)                | 31.0 (−0.6)                | 41.7 (5.4)                 | 51.6 (10.9)                | 61.4 (16.3)                | 65.5 (18.6)                | 63.7 (17.6)                | 55.2 (12.9)                | 43.5 (6.4)                 | 32.9 (0.5)                 | 21.0 (−6.1)                | 42.2 (5.7)                 |
| الحد الأدنى المتوسط °ف (°م)                        | −7 (−22)                   | −2 (−19)                   | 11 (−12)                   | 26 (−3)                    | 36 (2)                     | 48 (9)                     | 54 (12)                    | 51 (11)                    | 39 (4)                     | 28 (−2)                    | 14 (−10)                   | −1 (−18)                   | −11 (−24)                  |
| أدنى درجة حرارة °ف (°م)                            | −27 (−33)                  | −26 (−32)                  | −10 (−23)                  | 14 (−10)                   | 25 (−4)                    | 39 (4)                     | 46 (8)                     | 41 (5)                     | 26 (−3)                    | 7 (−14)                    | −2 (−19)                   | −24 (−31)                  | −27 (−33)                  |
| الهطول إنش (مم)                                    | 1.78 (45)                  | 1.79 (45)                  | 2.80 (71)                  | 3.63 (92)                  | 4.33 (110)                 | 3.53 (90)                  | 3.85 (98)                  | 3.24 (82)                  | 3.15 (80)                  | 2.84 (72)                  | 3.13 (80)                  | 2.42 (61)                  | 36.49 (927)                |
| متوسط تساقط الثلوج إنش (سم)                        | 6.9 (18)                   | 6.2 (16)                   | 2.7 (6.9)                  | 0.6 (1.5)                  | 0.0 (0.0)                  | 0.0 (0.0)                  | 0.0 (0.0)                  | 0.0 (0.0)                  | 0.0 (0.0)                  | trace                      | 1.1 (2.8)                  | 7.1 (18)                   | 24.6 (62)                  |
| متوسط أيام هطول الأمطار (≥ 0.01 in)                | 9.2                        | 8.4                        | 10.4                       | 11.4                       | 11.8                       | 10.1                       | 9.1                        | 9.1                        | 8.1                        | 9.2                        | 9.6                        | 10.1                       | 116.5                      |
| متوسط الأيام المثلجة (≥ 0.1 in)                    | 5.8                        | 4.7                        | 2.0                        | 0.5                        | 0.0                        | 0.0                        | 0.0                        | 0.0                        | 0.0                        | 0.1                        | 1.3                        | 5.5                        | 19.9                       |
| متوسط الرطوبة النسبية (%)                          | 73.9                       | 73.8                       | 70.5                       | 64.7                       | 66.2                       | 67.3                       | 71.7                       | 73.7                       | 72.7                       | 70.4                       | 74.5                       | 78.0                       | 71.5                       |
| ساعات سطوع الشمس الشهرية                           | 147.4                      | 155.6                      | 187.9                      | 222.8                      | 272.6                      | 306.9                      | 310.1                      | 279.3                      | 233.2                      | 204.2                      | 127.9                      | 118.7                      | 2٬566٫6                    |
| نسبة وصول أشعة الشمس                               | 53                         | 53                         | 50                         | 57                         | 63                         | 69                         | 70                         | 68                         | 66                         | 62                         | 47                         | 44                         | 60                         |
| المصدر: NOAA (sun and relative humidity 1961–1990) |                            |                            |                            |                            |                            |                            |                            |                            |                            |                            |                            |                            |                            |

## توأمة
لبيوريا (إلينوي) اتفاقيات توأمة مع كل من:
- كلونمل [الإنجليزية]‏
- فريدريكسهافن

## أعلام
- فيليب خوسيه فارمر
- ديفيد أوغدن ستايرز
- بيتي فريدان
- جين ولف
- إرنست إيسينج